# Montagnana
Montagnana é uma comuna italiana da região do Vêneto, província de Pádua, com cerca de 9.351 habitantes. Estende-se por uma área de 45 km², tendo uma densidade populacional de 208 hab/km². Faz fronteira com Bevilacqua (VR), Casale di Scodosia, Megliadino San Fidenzio, Minerbe (VR), Poiana Maggiore (VI), Pressana (VR), Roveredo di Guà (VR), Saletto, Urbana.
Faz parte da rede das Aldeias mais bonitas de Itália.

## Demografia
| Variação demográfica do município entre 1861 e 2011                               |
|                                                                                   |
| Fonte: Istituto Nazionale di Statistica (ISTAT) - Elaboração gráfica da Wikipedia |